# Martyna Majok
Martyna Majok (Bytom, 1985) è una drammaturga polacca naturalizzata statunitense, vincitrice del Premio Pulitzer per la drammaturgia nel 2018.

## Biografia
Nata in Polonia nel 1985, all'età di due anni Martyna Majok ebbe seri problemi ai denti a causa dell'esposizione alle radiazioni dopo il Disastro di Černobyl'. La famiglia Majok si trasferì negli Stati Uniti quando la bambina aveva cinque anni e la futura scrittrice crebbe in New Jersey e poi a Chicago, dopo completò gli studi universitari per una laurea triennale in letteratura inglese. Successivamente proseguì con la sua formazione studiando drammaturgia a Yale e alla Juilliard School e la sua prima pièce, Ironbound, debuttò a Chicago nel 2014. Ironbound, un dramma fortemente autobiografico, parla della comunità polacca negli Stati Uniti e dagli umili lavori che donne e uomini che hanno lasciato il proprio Paese di origine svolgono per mantenere la propria famiglia. Nel 2016 una sua nuova opera teatrale, Cost of Living, debuttò a Williamstown e due anni dopo le valse il Premio Pulitzer per la drammaturgia. Nel 2018 la sua terza opera teatrale, Queens, ebbe la sua prima nell'Off-Broadway e ottenne recensioni positive. Successivamente ricevette il National Endowment for the Arts, grazie al quale scrisse la sua quarta pièce, Sanctuary City, premiato con l'Obie Award nel 2023.
È sposata con l'attore Josiah Bania.

## Opere
- Ironbound (2014)
- Cost of Living (2016)
- Queens (2018)
- Sanctuary City (2020)
- Gatsby (2024)